# Oliver Sonne
Oliver Sonne Christensen (Køge, 10 de noviembre de 2000) es un futbolista danés-peruano. Juega como lateral derecho y su equipo actual es el Burnley F. C. de la Premier League de Inglaterra. Es internacional con la selección de fútbol del Perú desde el 22 de marzo de 2024.

## Biografía
De padres daneses, Sonne nació el 10 de noviembre de 2000 en la ciudad de Køge, en la región isleña de Selandia, al este de Dinamarca. Tiene ascendencia peruana por el lado materno, ya que su abuela, Elsa Schmidt-Muller Milosevich, y su bisabuela, Angélica Milosevich Flores, eran originarias de Lima y Cerro de Pasco respectivamente. También es sobrino de la supermodelo Helena Christensen. Además de la práctica del fútbol, trabajó como modelo y actor durante su adolescencia.

## Trayectoria

### Silkeborg IF
Sonne comenzó a jugar al fútbol en el Ejby IF Fodbold, y más tarde también jugó para el Rishøj Boldklub y HB Køge. Después de ser descubierto por los ojeadores en la aplicación Tonsser, fue invitado a las pruebas del club con el Olympique de Marsella y el FC Copenhague. El club francés quería volver a verlo, pero Sonne decidió quedarse en Dinamarca y firmó un contrato de 18 meses con el F.C. Copenhague en febrero de 2018, donde jugó para la sub-19.
En junio de 2019, Sonne regresó al HB Køge, donde firmó un contrato profesional de dos años e hizo un total de 34 apariciones. El 11 de mayo de 2021, Sonne fue vendido al recién ascendido equipo de la Superliga danesa el Silkeborg IF, firmando un contrato de dos años. Hizo su debut oficial el 29 de agosto de 2021 contra el Randers FC en la Superliga danesa. En diciembre de 2021, firmó una extensión de contrato hasta junio de 2026.

### Burnley Football Club
El Burnley FC oficializó el fichaje mediante un comunicado en sus canales oficiales, señalando: “Nos complace confirmar el fichaje de Oliver Sonne por un contrato de cuatro años y medio. El internacional peruano se une a los Clarets procedente del Silkeborg de la Superliga danesa”. Participó en 2 de los 14 partidos de los que fue considerado en nómina. Al final de la temporada, el club logró el ascenso a la Premier League.

## Selección nacional
Tras conocerse que su abuela materna es de Perú, el exentrenador de la selección de fútbol del Perú, Juan Reynoso, pudo reunirse con él en mayo de 2023; tras la reunión, el futbolista inició los trámites de nacionalización adquiriéndola en septiembre del mismo año. Semanas antes, la Unión Danesa de Fútbol, al notar que su convocatoria por Perú era inminente, se contactó con el jugador con la finalidad de que jugara partidos en la selección sub-23 de Dinamarca, sin embargo, Sonne se inclinó por la selección mayor del Perú.
En noviembre de 2023, fue incluido en la lista final para los partidos contra Chile y Venezuela, válidos por las eliminatorias de Norteamérica 2026, sin embargo no logró jugar. Pocos meses después, ya con el uruguayo Jorge Fossati como entrenador bicolor, debutó el 22 de marzo de 2024, en un partido amistoso ante Nicaragua, ingresando en el minuto 58, en reemplazo de Miguel Trauco.

### Copa América 2024
El 15 de junio del 2024 fue convocado para disputar la Copa América 2024 que se jugó en los Estados Unidos. Su primer partido fue en Arlington, Texas, frente al combinado de Chile, ingresando en el minuto 84, en reemplazo de Andy Polo. El encuentro terminó en empate 0-0. En su segundo partido contra Argentina, fue titular y completó su primer partido con 90 minutos en la derrota por 2-0. El combinado inca fue eliminado en fase de grupos con solo un punto a favor siendo su primera eliminación en fase de grupos desde 1995.

### Eliminatorias 2026
El 10 de septiembre de 2024 debutó en eliminatorias contra Ecuador, ingresando antes del inicio del segundo tiempo en reemplazo de Luis Advíncula. El encuentro terminó 1-0 a favor de los ecuatorianos. En su segundo partido frente a Uruguay fue titular hasta el minuto 82, fue reemplazado por Jean Pierre Archimbaud, el encuentro terminó 1-0 a favor de Perú, siendo la primera victoria del combinado inca en las eliminatorias. En su tercer partido frente a Brasil, ingresó en el minuto 57, en reemplazo de Jesús Castillo, el partido terminó en goleada por 4-0 a favor de los brasileños. En su cuarto partido fue titular hasta el minuto 87 siendo reemplazado por Renzo Garcés, el encuentro culminó sin goles ante Chile en el Clásico del Pacífico.En su quinto partido fue titular hasta el minuto 73 siendo reemplazado por Bryan Reyna dónde el partido terminó por 1 a 0 a favor de los Argentinos. Con solo 1 partido ganado sonne termino el año 2024 en las eliminatorios sudamericanas.

### Participaciones en Copas América
| Torneo            | Sede           | Resultado      | Partidos | Goles | Asist. |
| ----------------- | -------------- | -------------- | -------- | ----- | ------ |
| Copa América 2024 | Estados Unidos | Fase de grupos | 2        | 0     | 0      |

### Participaciones en Clasificatorias a Copas del Mundo
| Eliminatorias                 | Sede       | Resultado    | Partidos | Goles | Asist. |
| ----------------------------- | ---------- | ------------ | -------- | ----- | ------ |
| Eliminatorias Mundial de 2026 | Sudamérica | Por Disputar | 5        | 0     | 0      |

### Partidos con la selección absoluta
| \| PJ \| Fecha \| Ciudad \| Estadio \| Local \| Resultado \| Visitante \| Competición \| \| --- \| ---------- \| ------------- \| ---------------------------- \| ----------- \| --------- \| -------------------- \| -------------------------- \| \| 1. \| 22-03-2024 \| Lima \| Estadio Alejandro Villanueva \| Perú \| 2:0 (2:0) \| Nicaragua \| Amistoso \| \| 2. \| 26-03-2024 \| Lima \| Estadio Monumental \| Perú \| 4:1 (2:0) \| República Dominicana \| Amistoso \| \| 3. \| 14-06-2024 \| Filadelfia \| Subaru Park \| El Salvador \| 0:1 (0:1) \| Perú \| Amistoso \| \| 4. \| 21-06-2024 \| Arlington \| AT&T Stadium \| Perú \| 0:0 \| Chile \| Copa América 2024 \| \| 5. \| 29-06-2024 \| Miami Gardens \| Hard Rock Stadium \| Argentina \| 2:0 (0:0) \| Perú \| Copa América 2024 \| \| 6. \| 10-09-2024 \| Quito \| Estadio Rodrigo Paz Delgado \| Ecuador \| 1:0 (0:0) \| Perú \| Eliminatorias Mundial 2026 \| \| 7. \| 11-10-2024 \| Lima \| Estadio Nacional \| Perú \| 1:0 (0:0) \| Uruguay \| Eliminatorias Mundial 2026 \| \| 8. \| 15-10-2024 \| Brasilia \| Estadio Mané Garrincha \| Brasil \| 4:0 (1:0) \| Perú \| Eliminatorias Mundial 2026 \| \| 9. \| 15-11-2024 \| Lima \| Estadio Monumental \| Perú \| 0:0 \| Chile \| Eliminatorias Mundial 2026 \| \| 10. \| 19-11-2024 \| Buenos Aires \| Estadio La Bombonera \| Argentina \| 1:0 (0:0) \| Perú \| Eliminatorias Mundial 2026 \| |            |               |                              |             |           |                      |                            |
| PJ | Fecha      | Ciudad        | Estadio                      | Local       | Resultado | Visitante            | Competición                |
| 1. | 22-03-2024 | Lima          | Estadio Alejandro Villanueva | Perú        | 2:0 (2:0) | Nicaragua            | Amistoso                   |
| 2. | 26-03-2024 | Lima          | Estadio Monumental           | Perú        | 4:1 (2:0) | República Dominicana | Amistoso                   |
| 3. | 14-06-2024 | Filadelfia    | Subaru Park                  | El Salvador | 0:1 (0:1) | Perú                 | Amistoso                   |
| 4. | 21-06-2024 | Arlington     | AT&T Stadium                 | Perú        | 0:0       | Chile                | Copa América 2024          |
| 5. | 29-06-2024 | Miami Gardens | Hard Rock Stadium            | Argentina   | 2:0 (0:0) | Perú                 | Copa América 2024          |
| 6. | 10-09-2024 | Quito         | Estadio Rodrigo Paz Delgado  | Ecuador     | 1:0 (0:0) | Perú                 | Eliminatorias Mundial 2026 |
| 7. | 11-10-2024 | Lima          | Estadio Nacional             | Perú        | 1:0 (0:0) | Uruguay              | Eliminatorias Mundial 2026 |
| 8. | 15-10-2024 | Brasilia      | Estadio Mané Garrincha       | Brasil      | 4:0 (1:0) | Perú                 | Eliminatorias Mundial 2026 |
| 9. | 15-11-2024 | Lima          | Estadio Monumental           | Perú        | 0:0       | Chile                | Eliminatorias Mundial 2026 |
| 10. | 19-11-2024 | Buenos Aires  | Estadio La Bombonera         | Argentina   | 1:0 (0:0) | Perú                 | Eliminatorias Mundial 2026 |

## Estadísticas

### Clubes
Actualizado de acuerdo al último partido jugado el 26 de mayo de 2024.
| Club                     | Div.          | Temporada     | Liga  | Liga  | Liga   | Copa  | Copa  | Copa   | Internacional | Internacional | Internacional | Total | Total | Total  | Prom. |
| Club                     | Div.          | Temporada     | Part. | Goles | Asist. | Part. | Goles | Asist. | Part.         | Goles         | Asist.        | Part. | Goles | Asist. | Prom. |
| ------------------------ | ------------- | ------------- | ----- | ----- | ------ | ----- | ----- | ------ | ------------- | ------------- | ------------- | ----- | ----- | ------ | ----- |
| HB Køge Dinamarca        | 1.ª           | 2019-20       | 10    | 0     | 0      | 2     | 0     | 0      | —             | —             | —             | 12    | 0     | 0      | 0.00  |
| HB Køge Dinamarca        | 1.ª           | 2020-21       | 19    | 1     | 3      | 2     | 0     | 1      | —             | —             | —             | 21    | 1     | 3      | 0.05  |
| HB Køge Dinamarca        | Total club    | Total club    | 29    | 1     | 3      | 4     | 0     | 1      | 0             | 0             | 0             | 33    | 1     | 3      | 0.03  |
| Silkeborg IF Dinamarca   | 1.ª           | 2021-22       | 15    | 0     | 4      | 1     | 0     | 0      | —             | —             | —             | 16    | 0     | 4      | 0.00  |
| Silkeborg IF Dinamarca   | 1.ª           | 2022-23       | 27    | 5     | 4      | 6     | 1     | 2      | 7             | 0             | 0             | 40    | 6     | 6      | 0.14  |
| Silkeborg IF Dinamarca   | 1.ª           | 2023-24       | 31    | 2     | 3      | 6     | 3     | 2      | 0             | 0             | 0             | 37    | 5     | 5      | 0.17  |
| Silkeborg IF Dinamarca   | 1.ª           | 2024-25       | 16    | 3     | 4      | 2     | 1     | 0      | 3             | 0             | 0             | 21    | 4     | 4      | 0.19  |
| Silkeborg IF Dinamarca   | Total club    | Total club    | 89    | 10    | 15     | 15    | 4     | 4      | 10            | 0             | 0             | 114   | 15    | 19     | 0.18  |
| Burnley F. C. Inglaterra | 2.ª           | 2024-25       | 2     | 0     | 0      | 2     | 0     | 0      | —             | —             | —             | 4     | 0     | 0      | 0.00  |
| Burnley F. C. Inglaterra | 1.ª           | 2025-26       | 1     | 0     | 0      |       |       |        | —             | —             | —             | 1     | 0     | 0      | 0.00  |
| Burnley F. C. Inglaterra | Total club    | Total club    | 3     | 0     | 0      | 2     | 0     | 0      | 0             | 0             | 0             | 5     | 0     | 0      | 0.00  |
| Total carrera            | Total carrera | Total carrera | 121   | 11    | 18     | 21    | 4     | 5      | 10            | 0             | 0             | 152   | 16    | 22     | 0.21  |

### Selección peruana
- Actualizado el 17 de noviembre de 2024.

| Selección                                                                       | Temporada     | Amistosos | Amistosos | Amistosos | Sudamérica1 | Sudamérica1 | Sudamérica1 | Total | Total | Total  | Total |
| Selección                                                                       | Temporada     | Part.     | Goles     | Asist.    | Part.       | Goles       | Asist.      | Part. | Goles | Asist. | Prom. |
| ------------------------------------------------------------------------------- | ------------- | --------- | --------- | --------- | ----------- | ----------- | ----------- | ----- | ----- | ------ | ----- |
| Adulta Perú                                                                     | 2024          | 3         | 0         | 0         | 7           | 0           | 0           | 5     | 0     | 0      | 0.00  |
| Total carrera                                                                   | Total carrera | 3         | 0         | 0         | 7           | 0           | 0           | 9     | 0     | 0      | 0.00  |
| (1) Incluye los partidos de la Copa América y las Clasificatorias Sudamericanas |               |           |           |           |             |             |             |       |       |        |       |

## Palmarés y reconocimientos

### Títulos nacionales
| Título            | Club         | País      | Año  |
| ----------------- | ------------ | --------- | ---- |
| Copa de Dinamarca | Silkeborg IF | Dinamarca | 2024 |

### Distinciones individuales
| Distinción                                        | Año     | Referencia |
| ------------------------------------------------- | ------- | ---------- |
| XI Ideal del mes de septiembre en la Superliga    | 2023/24 | [ 21 ]     |
| XI Ideal del mes de octubre en la Superliga       | 2023/24 | [ 21 ]     |
| XI Ideal de la temporada de otoño en la Superliga | 2023/24 | [ 22 ]     |